# Cross des nations

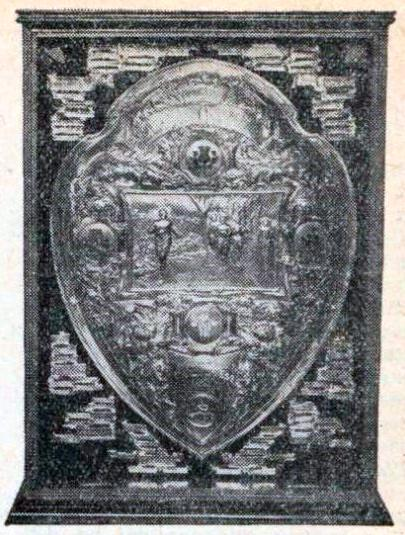
Le trophée du Cross des six Nations, en 1946.

Le Cross des nations ou Championnats internationaux de cross-country est une compétition d'athlétisme réunissant les meilleurs spécialistes mondiaux du cross-country. Créée en 1903 par l'Union internationale de cross-country (ICCU), elle se dispute annuellement jusqu'en 1972 avant d'être remplacé par les actuels Championnats du monde de cross-country après avoir cédé l'organisation à l'IAAF.

## Historique

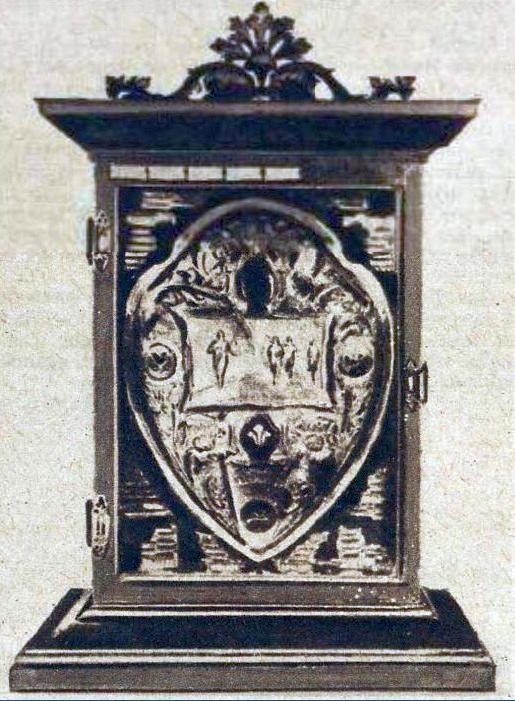
L'imposant bouclier de Lumley, remis avant guerre au vainqueur annuel du cross aux cinq nations (équipes britanniques, France et Belgique).

La première édition est disputée en 1903 et met aux prises durant quatre ans exclusivement les quatre nations constitutives du Royaume-Uni (Angleterre, Pays de Galles, Écosse et l'Irlande du Nord). La France participe pour la première fois à la compétition en 1907, la Belgique en 1923, l'Italie, le Luxembourg, l'Espagne et la Suisse en 1929. Suivent ensuite les Pays-Bas en 1950 et la Yougoslavie en 1953. La Tunisie devient en 1958 le premier pays africain à concourir dans cette compétition.
La première course officielle féminine se déroule en 1967.

## Palmarès

### Hommes
| Année | Lieu             | Vainqueur individuel | Vainqueur par équipes |
| ----- | ---------------- | -------------------- | --------------------- |
| 1903  | Hamilton         | Alf Shrubb           | Angleterre            |
| 1904  | St. Helens       | Alf Shrubb           | Angleterre            |
| 1905  | Dublin           | Albert Aldridge      | Angleterre            |
| 1906  | Caerleon         | Charlie Straw        | Angleterre            |
| 1907  | Glasgow          | Adam Underwood       | Angleterre            |
| 1908  | Colombes         | Archie Robertson     | Angleterre            |
| 1909  | Derby            | Edward Wood          | Angleterre            |
| 1910  | Belfast          | Edward Wood          | Angleterre            |
| 1911  | Caerleon         | Jean Bouin           | Angleterre            |
| 1912  | Édimbourg        | Jean Bouin           | Angleterre            |
| 1913  | Juvisy           | Jean Bouin           | Angleterre            |
| 1914  | Amersham         | Alfred Nichols       | Angleterre            |
| 1920  | Belfast          | Jimmy Wilson         | Angleterre            |
| 1921  | Caerleon         | Wally Freeman        | Angleterre            |
| 1922  | Glasgow          | Joseph Guillemot     | France                |
| 1923  | Maisons-Laffitte | Charles Blewitt      | France                |
| 1924  | Newcastle        | Bill Cotterell       | Angleterre            |
| 1925  | Dublin           | Eddie Webster        | Angleterre            |
| 1926  | Bruxelles        | Ernie Harper         | France                |
| 1927  | Caerleon         | Lewis Payne          | France                |
| 1928  | Ayr              | Harry Eckersley      | France                |
| 1929  | Paris/Vincennes  | Bill Cotterell       | France                |
| 1930  | Leamington       | Tom Evenson          | Angleterre            |
| 1931  | Dublin           | Tim Smythe           | Angleterre            |
| 1932  | Bruxelles        | Tom Evenson          | Angleterre            |
| 1933  | Caerleon         | Jack Holden          | Angleterre            |
| 1934  | Ayr              | Jack Holden          | Angleterre            |
| 1935  | Auteuil          | Jack Holden          | Angleterre            |
| 1936  | Blackpool        | Bill Eaton           | Angleterre            |
| 1937  | Bruxelles        | Jim Flockhart        | Angleterre            |
| 1938  | Belfast          | Jack Emery           | Angleterre            |
| 1939  | Cardiff          | Jack Holden          | France                |

| Année | Lieu              | Vainqueur individuel | Vainqueur par équipes |
| ----- | ----------------- | -------------------- | --------------------- |
| 1946  | Ayr               | Raphaël Pujazon      | France                |
| 1947  | Paris/Saint-Cloud | Raphaël Pujazon      | France                |
| 1948  | Reading           | John Doms            | Belgique              |
| 1949  | Dublin            | Alain Mimoun         | France                |
| 1950  | Bruxelles         | Lucien Theys         | France                |
| 1951  | Caerleon          | Geoff Saunders       | Angleterre            |
| 1952  | Hamilton          | Alain Mimoun         | France                |
| 1953  | Paris/Vincennes   | Franjo Mihalic       | Angleterre            |
| 1954  | Birmingham        | Alain Mimoun         | Angleterre            |
| 1955  | San Sebastián     | Frank Sando          | Angleterre            |
| 1956  | Belfast           | Alain Mimoun         | France                |
| 1957  | Waregem           | Frank Sando          | Belgique              |
| 1958  | Cardiff           | Stan Eldon           | Angleterre            |
| 1959  | Lisbonne          | Fred Norris          | Angleterre            |
| 1960  | Hamilton          | Abdeslam Radi        | Angleterre            |
| 1961  | Nantes            | Basil Heatley        | Belgique              |
| 1962  | Sheffield         | Gaston Roelants      | Angleterre            |
| 1963  | San Sebastián     | Roy Fowler           | Belgique              |
| 1964  | Dublin            | Francisco Aritmendi  | Angleterre            |
| 1965  | Ostende           | Jean Fayolle         | Angleterre            |
| 1966  | Rabat             | Ben Assou El Ghazi   | Angleterre            |
| 1967  | Barry             | Gaston Roelants      | Angleterre            |
| 1968  | Tunis             | Mohammed Gammoudi    | Angleterre            |
| 1969  | Clydebank         | Gaston Roelants      | Angleterre            |
| 1970  | Vichy             | Mike Tagg            | Angleterre            |
| 1971  | San Sebastián     | Dave Bedford         | Angleterre            |
| 1972  | Cambridge         | Gaston Roelants      | Angleterre            |

### Femmes
| Année | Lieu          | Vainqueur individuel | Vainqueur par équipes |
| ----- | ------------- | -------------------- | --------------------- |
| 1967  | Barry         | Doris Brown          | Angleterre            |
| 1968  | Blackburn     | Doris Brown          | États-Unis            |
| 1969  | Clydebank     | Doris Brown          | États-Unis            |
| 1970  | Vichy         | Doris Brown          | Angleterre            |
| 1971  | San Sebastián | Doris Brown          | Angleterre            |
| 1972  | Cambridge     | Joyce Smith          | Angleterre            |